# بيفرلي أدلاند
بيفرلي أدلاند (بالإنجليزية: Beverly Aadland)‏ (مواليد 16 سبتمبر 1942 - الوفاة 5 يناير 2010) هي ممثلة إنجليزية بدأت مسيرتها الفنية عام 1951.

## روابط خارجية
- بيفرلي أدلاند على موقع IMDb (الإنجليزية)
- بيفرلي أدلاند على موقع أول موفي (الإنجليزية)
- بيفرلي أدلاند على موقع قاعدة بيانات برودواي على الإنترنت (الإنجليزية)
- بيفرلي أدلاند على موقع قاعدة بيانات الأفلام السويدية (السويدية)
- بيفرلي أدلاند على موقع قاعدة بيانات الفيلم (الإنجليزية)